# التاريخ الدبلوماسي للحرب العالمية الثانية
التاريخ الدبلوماسي للحرب العالمية الثانية (بالإنجليزية: Diplomatic history of World War II)‏ يشمل السياسات الخارجية الرئيسة والتفاعلات الداخلية داخل التحالفات المتعارضة، حلفاء الحرب العالمية الثانية ودول المحور. يُغطى التاريخ العسكري للحرب العالمية الثانية في مقالة الحرب العالمية الثانية. وتُغطى دبلوماسية ما قبل الحرب في مقالة أسباب الحرب العالمية الثانية والعلاقات الدولية (1919-1939).

## الحلفاء
بدأت قوة الحلفاء في الحرب العالمية الثانية تتشكل في سبتمبر 1939 عندما غزت ألمانيا بولندا وأعلنت بريطانيا وفرنسا الحرب على ألمانيا النازية. أعلنت دول الكومنولث (كندا وأستراليا ونيوزيلندا وجنوب إفريقيا) الحرب إلى جانب بريطانيا العظمى باستثناء أيرلندا التي ظلت محايدة طوال الحرب. تأسس مجلس الحرب الأنجلو فرنسي الأعلى في البداية للإشراف على الإستراتيجية العسكرية المشتركة. استمرت الحرب حتى نهاية معركة فرنسا بغزو ألماني ناجح في يونيو 1940، فواصلت بريطانيا وإمبراطوريتها القتال ضد ألمانيا بمفردها.
عُقد الاجتماع الأول بين الحلفاء في لندن في أوائل يونيو 1941 بين المملكة المتحدة والدول الأربع البريطانية المشاركة في الحرب (كندا وأستراليا ونيوزيلندا وجنوب إفريقيا)، و8 من حكومات المنفى (بلجيكا وتشيكوسلوفاكيا واليونان ولوكسمبورغ وهولندا والنرويج وبولندا ويوغوسلافيا) وفرنسا الحرة.
تعاون الاتحاد السوفيتي لأول مرة مع ألمانيا في غزو بولندا، وظل محايدًا في صراع الحلفاء مع دول المحور، لكنه انضم إلى الحلفاء في أواخر يونيو 1941 بعد الغزو الألماني للاتحاد السوفيتي. قدمت الولايات المتحدة العتاد الحربي للحلفاء ابتداءً من مارس 1941 وانضمت رسميًا للحلفاء في ديسمبر 1941 بعد الهجوم الياباني على بيرل هاربر. كانت الصين في حرب طويلة مع اليابان منذ حادثة جسر ماركو بولو عام 1937، لكنها انضمت رسميًا إلى الحلفاء في ديسمبر 1941.

### التحالف الكبير
شكلت الولايات المتحدة والمملكة المتحدة والاتحاد السوفيتي قوى الحلفاء التي عُرفت بالثلاثة الكبار، وكانوا على اتصال وثيق من خلال السفراء وكبار الجنرالات ووزراء الخارجية والمبعوثين الخاصين مثل الأمريكي هاري هوبكنز. أدت العلاقات بين الدول الثلاثة إلى اتخاذ القرارات الرئيسية التي شكلت المجهود الحربي والمخطط لها لعالم ما بعد الحرب. كان التعاون بين المملكة المتحدة والولايات المتحدة وثيقًا بشكل خاص وشمل تشكيل هيئة أركان عسكرية مشتركة.
حدثت العديد من المؤتمرات رفيعة المستوى، وفي المجموع حضر تشرشل 14 اجتماعاً وروزفلت 12 وستالين 5. كان أبرزها مؤتمرات القمة الثلاثة التي جمعت القادة الثلاثة الكبار. تطورت سياسة الحلفاء تجاه ألمانيا واليابان من خلال هذه المؤتمرات الثلاثة.

#### أوروبا أولاً
عُقد مؤتمر أركاديا في ديسمبر 1941 بين الرئيس الأمريكي فرانكلين روزفلت ورئيس الوزراء البريطاني ونستون تشرشل في واشنطن بعد وقت قصير من دخول الولايات المتحدة الحرب. اتفق القائدان على العنصر الرئيسي للإستراتيجية الكبرى للحرب العالمية الثانية. وكانت: ستستخدم الولايات المتحدة والمملكة المتحدة أغلب مواردهما وقوتهما لإخضاع ألمانيا النازية في أوروبا أولاً، وفي الوقت نفسه يشنون هجومًا محدودًا ضد اليابان في المحيط الهادئ باستخدام موارد وقوات أقل، وبعد هزيمة ألمانيا - التي كانت تعتبر أكبر تهديد للمملكة المتحدة والاتحاد السوفيتي - يمكن أن تتركز جميع قوات الحلفاء للحرب ضد اليابان.
ظلت سياسة (أوروبا أولاً) سارية المفعول طيلة الحرب، لكن مصطلح (الهجوم المحدود) في حرب المحيط الهادئ كان عرضة للتفسير والتعديل في مؤتمرات قادة الحلفاء ومن قبل كبار القادة العسكريين الأمريكيين. وافقت الولايات المتحدة على إرسال قاذفاتها إلى قواعد في إنجلترا ووافقت بريطانيا على تعزيز قواتها في المحيط الهادئ. رفض البريطانيون المقترحات الأمريكية بشن غزو واسع لشمال أوروبا عام 1942، وضغط تشرشل بدلاً من ذلك للهبوط في شمال إفريقيا الفرنسية خلال عام 1942 وبداية التحرير من هناك، ومع ذلك كان الوضع الاستراتيجي في المحيط الهادئ هو الذي سيطر على قرارات الولايات المتحدة بعد دخولها الحرب وأدى إلى التركيز الأولي على المحيط الهادئ، وبحلول عامي 1944 و1945 تحول ميزان الموارد الأمريكية بشكل كبير نحو المسرح الأوروبي حيث أصبحت إستراتيجية أوروبا أولاً حقيقة وليست مجرد هدف نظري.

## الشرق الأوسط

### العراق
كان العراق دولة مستقلة منذ عام 1939، مع وجود عسكري بريطاني وخاصة في حقول النفط. قطع العراق علاقاته مع ألمانيا، ولكن كان هناك تيار قوي مؤيد لإيطاليا. أطيح بنظام الوصاية عام 1941 على يد ضباط من الجيش الإيطالي الموالي لرشيد علي، ولكن الحكومة المؤيدة للنازية قصيرة العمر هُزمت في مايو 1941 من قبل القوات البريطانية في حملة سريعة وعاد الوصي إلى السلطة. استُخدم العراق لاحقًا كقاعدة لهجمات الحلفاء على الانتداب الفيشي الفرنسي على سوريا ودعم الغزو الأنجلوسوفيتي لإيران.

### إيران
كان ديكتاتور إيران شاه رضا بهليوي في عام 1939 ضابطًا في الجيش تولى مقاليد الحكم في انقلاب عام 1921 وأطلق على نفسه لقب شاه، وتعاون مع الألمان. أعلنت إيران الحياد عندما بدأت الحرب في عام 1939. احتلت القوات البريطانية والسوفياتية إيران في أغسطس 1941، وخلعت الشاه، ونصبت ابنه محمد رضا شاه بهلوي ملكًا على إيران. كان لدى إيران التي يبلغ عدد سكانها 13 مليون نسمة، آبار نفط وأصبحت طريقاً رئيسياً لشحن الإمدادات العسكرية من الولايات المتحدة إلى الاتحاد السوفيتي.
عقد مؤتمر للحلفاء في طهران عام 1943، وأصدر ستالين وروزفلت وتشرشل إعلان طهران الذي ضمن استقلال إيران بعد الحرب وحدودها، ومع ذلك عندما انتهت الحرب رفضت القوات السوفيتية المتمركزة في شمال غرب إيران الانسحاب، ودعمت الثورات التي أدت لقيام دول قومية انفصالية قصيرة العمر موالية للسوفيات في المناطق الشمالية من أذربيجان وكردستان الإيرانية. لم تنسحب القوات السوفيتية من إيران حتى مايو 1946 بعد تلقي وعود بامتيازات النفط، وسرعان ما أطيح بالجمهوريات السوفيتية في الشمال وألغيت امتيازات النفط.

### المملكة المتحدة
لم يكن  قانون وستمنستر لعام 1931 قد صُدِّق عليه بعد من قبل برلماني أستراليا ونيوزيلندا عندما أعلن ملك بريطانيا الحرب على ألمانيا في 3 سبتمبر 1939، ولكنه كان ساري المفعول في كندا وجنوب إفريقيا، فأصدروا إعلانات الحرب الخاصة بهم ضد ألمانيا في سبتمبر 1939. أصدرت جنوب إفريقيا إعلانًا رسميًا للحرب ضد ألمانيا في 6 سبتمبر بعد مناقشات طويلة في برلمان جنوب إفريقيا بين الفصيل الموالي لبريطانيا بقيادة جان سموتس وأنصار الحياد بقيادة ألبرت هيرتزوغ. صدر إعلان الحرب الكندي على ألمانيا في 10 سبتمبر، وعلى عكس جنوب أفريقيا كان هناك القليل من النقاش حول هذه القضية، وبعد وقت قصير من إعلان الحرب من قبل بريطانيا في 3 سبتمبر ألقى رئيس الوزراء الكندي وليام ليون ماكنزي كينغ خطابًا إذاعيًا للشعب الكندي، صرح فيه بأنه يقف إلى جانب بريطانيا ويوصي بإعلان الحرب من قبل البرلمان الكندي. استضافت كندا اجتماعات رفيعة المستوى بين بريطانيا والولايات المتحدة (مؤتمر كيبيك الأول والثاني) على الرغم من أن الممثلين الكنديين شاركوا فقط في مناقشات ثنائية محدودة خلال تلك القمم. لم تشكل الحكومة البريطانية والحكومات في الدول ذات السيادة مجلس حرب إمبراطوري مثل ما حدث خلال الحرب العالمية الأولى، على الرغم من أن الحكومة الأسترالية اقترحت تشكيل مجلس في عام 1941، ولكن رُفض الاقتراح من قبل تشرشل وماكنزي كينغ، فالأول لم يكن راغبًا في تقاسم السلطات مع دول أخرى، والثاني يريد الحفاظ على مظهر أن كندا لديها سياسة خارجية مستقلة. اعتبر ماكنزي كينغ أيضًا أن التأسيس الرسمي لمجلس الوزراء الحربي الإمبراطوري غير ضروري، معتقدًا أن الأساليب المعاصرة للاتصال وتعيين المفوضين الساميين في الدول الأخرى، قد زودت الحكومات بالفعل بحكومة إمبراطورية وإن كانت غير معلنة.

## الأمم المتحدة
كانت قوى الحلفاء الكبرى تتكون من بريطانيا والولايات المتحدة والاتحاد السوفييتي والصين، وأطلقوا على أنفسهم اسم «الأمم المتحدة». التحقت عدة دول بهم بعد ذلك مثل كندا وغيرها من دول الكمنولث، بالإضافة للدول في المنفى مثل فرنسا الحرة وهولندا.

## مؤتمر القاهرة
عُقد مؤتمر القاهرة في القاهرة بمصر، وحدد موقف الحلفاء من اليابان أثناء الحرب العالمية الثانية، واتخذ قرارات بشأن آسيا في فترة ما بعد الحرب. حضر الاجتماع رئيس الولايات المتحدة فرانكلين روزفيلت، ورئيس وزراء المملكة المتحدة وينستون تشرتشل، والزعيم الصيني تشيانغ كاي-شيك. لم يحضر الزعيم السوفييتي جوزيف ستالين هذا الاجتماع؛ لأن الاجتماع مع تشيانغ سيسبب حرجاً بينه وبين اليابان.

## ثلاث مؤتمرات كبرى
ازداد التواصل بين بريطانيا والولايات المتحدة والاتحاد السوفييتي من خلال السفراء والقادة العسكريين ووزراء الخارجية ومبعوثين خصوصيين مثل الأمريكي هاري هوبكنز. كان هناك العديد من المؤتمرات عالية المستوى، حضر منها تشرتشل في المجمل 14 اجتماعاً، وحضر روزفيلت 12 اجتماعاً، وحضر ستالين 5 اجتماعات. وقد كان هناك ثلاث مؤتمرات قمة حضر فيها الزعماء الثلاث.

## مؤتمر طهران
يُعتبر مؤتمر طهران أول مؤتمر يتشارك فيه الزعماء الثلاث الحضور، إذ جاء تشرتشل وروزفيلت وستالين إلى مؤتمر طهران في إيران منذ 28 نوفمبر حتى 1 ديسمبر عام 1943. وافق الزعماء في هذا المؤتمر على غزو فرنسا في عام 1944 (الجبهة الثانية) وتعاملوا فيه مع تركيا وإيران ويوغوزلافيا، واتفقوا على الحرب ضد اليابان وتفاهمات ما بعد الحرب.

## مؤتمر يالطا
جرت فعاليات مؤتمر يالطا في 4 إلى 11 فبراير عام 1945. ركز المؤتمر على خطط ما بعد الحرب للحدود الأوروبية. في هذا الوقت كان السوفيت متحكمين ببولندا بالفعل. كانت حدود بولندا الجديدة على قدر كبير من الأهمية، إذ سعى ستالين للسيطرة على بيلاروسيا الغربية وأوكرانيا الغربية كذلك. عُرض أن تحصل بولندا على جزء من ألمانيا. وعد ستالين بإجراء انتخابات حرة في بولندا تحت رعاية حكومة من إشرافه. وافق ستالين على الدخول في حرب ضد اليابان بضغط من الرئيس الأمريكي روزفيلت بعد انتهاء الحرب مع ألمانيا بخسارتها بثلاثة شهور. وافق الحاضرون على دخول الاتحاد السوفييتي في عضوية مجلس الأمن للأمم المتحدة، مع حق الفيتو، وأن تكون لأوكرانيا وبيلاروسيا عضوية في الأمم المتحدة، ومنع هذه العضوية عن 12 دولة أخرى في الاتحاد السوفييتي. انقسمت ألمانيا إلى ثلاث مناطق من الاحتلال، وكان لفرنسا أن تأخذ جزءًا أيضاً. وافق الحاضرون على إعادة المواطنين إلى بلدانهم في قرار مثير للجدل.

## مؤتمر بوتسدام
عُقد مؤتمر بوتسدام من 17 يوليو إلى 2 أغسطس عام 1945 في بوتسدام، بألمانيا، بالقرب من برلين. قابل ستالين الرئيس الأمريكي الجديد هاري س. ترومان ورؤساء وزراء بريطانيا وينستون تشرتشل وكليمينت أتلي على الترتيب. طُلب في المؤتمر «الانسحاب غير المشروط» من اليابان، وأنهيت الاتفاقيات بشأن ألمانيا على أن تحتلها دول الحلفاء وتتحكم بها مفوضية تحكم دول الحلفاء. نوقشت مكانة الدول المحتلة الأخرى بالتوازي مع الاتفاقيات الأخرى في يالطا.

## مؤتمر دومبارتون أوكس
كان مؤتمر دومبارتون أوكس، أو بصورة رسمية، حوارات واشنطن حول منظمة السلام والأمان الدولية، كان مؤتمراً دولياً صيغت فيه الأمم المتحدة وجرت المفاوضات بين القادة الدوليين. عُقد المؤتمر في دومبارتون أوكس من 21 أغسطس عام 1944 حتى 7 أكتوبر عام 1944. جاءت الوفود في المؤتمر من الاتحاد السوفييتي والمملكة المتحدة والولايات المتحدة وجمهورية الصين، واتفقوا على إقامة منظمة تحافظ على السلام والأمن في العالم.

## مؤتمر سان فرانسيسكو
جرى مؤتمر مؤتمر سان فرانسيسكو بحضور 50 وفداً من دول الحلفاء، من 25 إبريل إلى 26 يونيو من العام 1945 في سان فرانسيسكو بالولايات المتحدة. راجع الوافدون اتفاقية دوبمارتون أوكس وأعادوا صياغتها في ذلك المؤتمر. أسفرت الاتفاقية عن إنشاء ميثاق الأمم المتحدة، الذي كان مفتوحاً للتوقيع في 26 يونيو. تناوب رؤساء وفود الدول الراعية للاتفاقية (الصين وبريطانيا والولايات المتحدة والاتحاد السوفييتي) دور الرئيس في اجتماعات الهيئة العامة.

## بريطانيا-الولايات المتحدة
بالرغم من تفضيل أغلب الأمريكيين لبريطانيا في الحرب، كانت هناك معارضة واسعة للتدخل العسكري الأمريكي في الشؤون الأوروبية. سمحت سياسة الرئيس روزفيلت «ادفع واشحن» لبريطانيا وفرنسا بشراء الذخيرة من الولايات المتحدة وحملها للبلاد.
طالما حذر وينستون تشرتشل ضد ألمانيا وطالب بإعادة التسليح، وأصبح رئيساً للوزراء بعد سياسة تشامبرلين حول التراضي، التي أفسدت بريطانيا وسببت انهيارها، ولم تكن بريطانيا قادرة على إيقاف الغزو الألماني للنرويج في إبريل عام 1940. أعطى روزفيلت فرنسا كل المساعدات التي تحتاجها للحرب بعد سقوطها. أعطت اتفاقية مدمرات القواعد في سبتمبر عام 1940 الولايات المتحدة حق استئجار القواعد في مناطق مهمة استراتيجياً في الأطلسي مقابل حصول الأسطول الملكي لخمسين مدمرة لتستخدمها في حرب الغواصات. باع روزفيلت أيضاً (نقداً) ذخائر حملتها السفن البريطانية بعيداً، منها نصف مليون بندقية و85 ألف سلاح آلي و25 ألف بندقية آلية ومئات الأسلحة الميدانية وقذائف هاون ومساعدات عن الذخيرة الضرورية. احتاجت بريطانيا هذه الذخيرة لإعادة تجهيز جنودها الذين فقدوا أسلحتهم عند تفريغ دنكريك في يونيو عام 1940.
فعَّلت الولايات المتحدة الإعارة والاستئجار بدءاً من مارس عام 1941، لترسل الدبابات والطائرات المقاتلة والذخائر والمؤن الغذائية والخدمات الطبية. استقبلت بريطانيا 31.4 مليار دولار من أصل 50.1 مليار دولار من المساعدات المرسلة إلى الحلفاء. لم تُسدد هذه المساعدات، ولم تكن قروضاً كما حدث في حالة الحرب العالمية الأولى. 
استقر عدد من الجنود الأمريكيين يصل إلى الملايين في بريطانيا أثناء الحرب، ما أدى إلى مناوشات مع الرجال البريطانيين والزواج من البريطانيات. خضعت تلك العداوات للتحليل الفني في السينما، مثل أفلام مسألة حياة أو موت  A Matter of Life and Death وحكاية كانتربيري A Canterbury Tale. أرسل تشرتشل أسطولاً بريطانيا لمساعدة الولايات المتحدة في هجماتها على اليابان.

## مؤتمر الدار البيضاء
من 14 إلى 24 يناير عام 1943، اجتمع روزفيلت وتشرتشل في الدار البيضاء في المغرب. اتفق الحاضرون على إستراتيجية الحلفاء الرئيسة لسنة 1943 في أوروبا، خاصة غزو إيطاليا والتخطيط لغزو فرنسا. اقترح روزفيلت الموافقة على سياسة «الانسحاب غير المشروط». رفعت تلك السياسة من القيمة الأخلاقية للحلفاء، ولكنها جعلت النازيين يصرون على القتال حتى النهاية الأليمة. حاول روزفيلت أيضاً تأسيس علاقة عمل بين حليفين فرنسيين، هنري غيراود هو والمفوض الفرنسي الأعلى لشمال أفريقيا، وشارل ديغول، وهو قائد فرنسا الحرة.